# 横浜市立みたけ台小学校

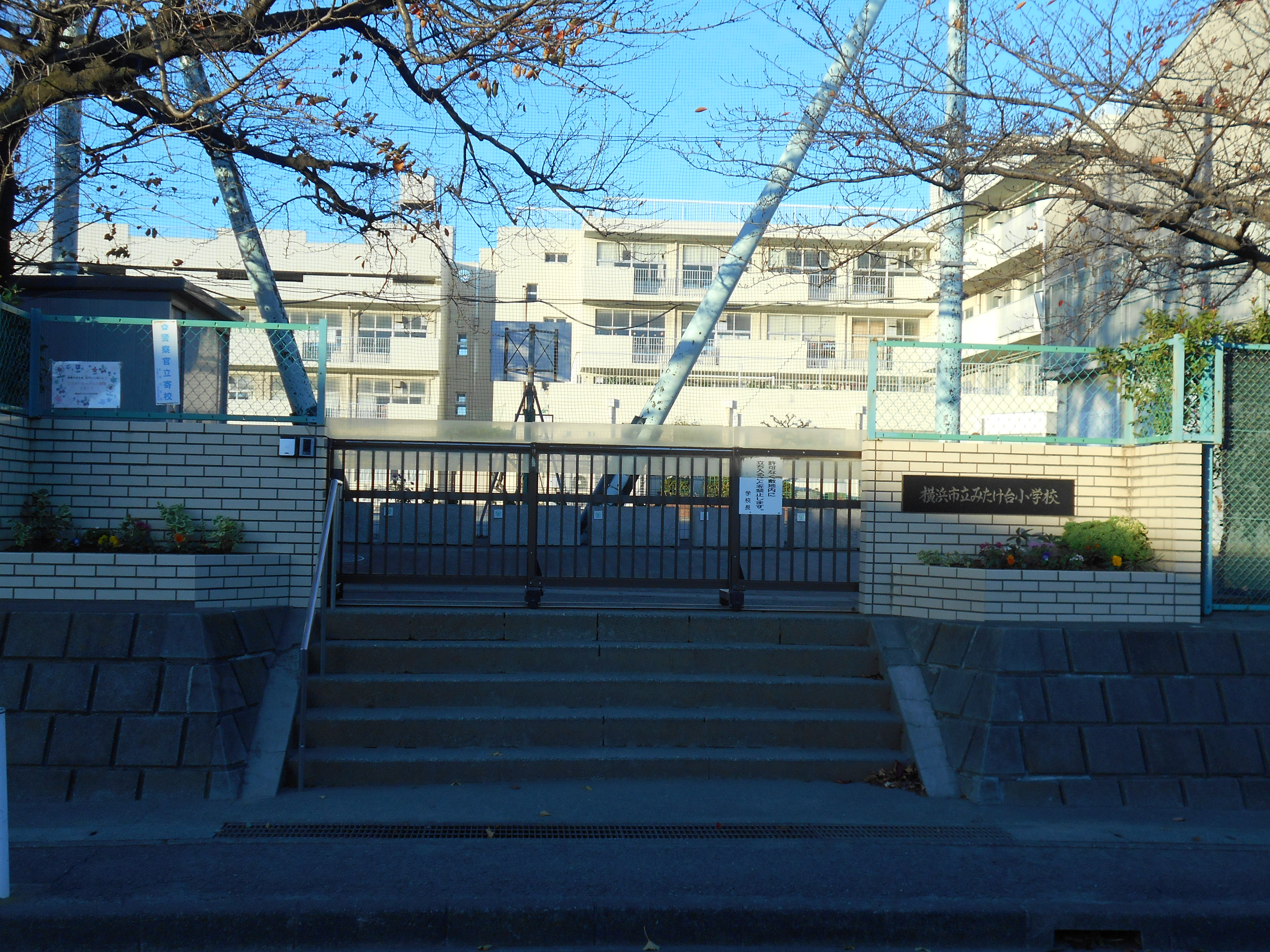
校門

横浜市立みたけ台小学校（よこはましりつ みたけだいしょうがっこう）は、神奈川県横浜市青葉区みたけ台にある公立小学校。

## 沿革
この節の出典
- 1976年（昭和51年）3月15日 - 鉄筋コンクリート4階建校舎建築着工。
- 1977年（昭和52年）
  - 1月1日 - 青葉台小学校みたけ台分校として開設。
  - 4月1日 - 横浜市みたけ台小学校として開校。開校式挙行。
  - 6月3日 - 校名と学区を決定したこの日を創立記念日と定めた。
  - 12月1日 - 校章決定。
- 1978年（昭和53年）1月1日 - みたけ台小愛唱歌「白い校舎」制定。
- 1979年（昭和54年）3月16日 - 増築校舎とプール棟（現:南校舎）完成。
- 1981年（昭和56年）3月31日 - みたけ台小学校西方面校（鴨志田第一小）開校準備。
- 1983年（昭和58年）3月1日 - 校旗制定。
- 1984年（昭和59年）2月23日 - 校歌制定。
- 1986年（昭和61年）10月18日 - 創立10周年記念式典挙行。
- 1991年（平成3年）5月8日 - 創立15周年記念航空写真撮影。
- 1996年（平成8年）
  - 5月31日 - 創立20周年航空写真撮影。
  - 10月5日 - 創立20周年記念式典挙行。
- 2002年（平成14年）
  - 3月 - この月から8月まで、プレハブ設置・耐震工事。
  - 4月19日 - 給食棟完成。
- 2006年（平成18年）
  - 5月23日 - 創立30周年記念航空写真撮影。
  - 11月25日 - 創立30周年記念式典挙行。
- 2016年（平成28年）
  - 4月 - 創立40周年記念航空写真撮影。
  - 11月 - 創立40周年記念式典感謝の会開催。

## 学校行事
- 日光宿泊体験学習
- 遠足
- 運動会
- 球技大会（小学校交流）
- 愛川宿泊体験学習
- 子浦宿泊体験学習

## 進学先中学校
- 横浜市立みたけ台中学校

## アクセス
- 東急バス「青01」系統で、「みたけ台小学校第1」バス停下車。
  - 東急電鉄田園都市線青葉台・藤が丘両駅から、上述の東急バス「青01」系統に乗車し、「みたけ台小学校第1」バス停下車。

## 関係者

### 出身者
- 森内俊之（将棋棋士）
- 東浩紀（哲学者）
- 戸田和幸（サッカー）